# Bloc de gauche

Drapeau du Bloc de gauche.

Le Bloc de gauche (en portugais : Bloco de Esquerda, abrégé en BE) est un parti politique portugais d'extrême gauche.

## Histoire

### Fondation
Il résulte de la fusion, en mars 1999, de deux partis politiques d'extrême gauche et d'un mouvement politique: 
- Union démocratique populaire (UDP), formation maoïste[19], fondée le 10 février 1975 ;
- Parti socialiste révolutionnaire (PSR), parti trotskiste[19], lui-même issu de la fusion de la Ligue communiste internationaliste et du Parti révolutionnaire des travailleurs, fondé le 2 avril 1979 et lié à la IVe Internationale ;
- Política XXI (pt), issue de la dissolution du Mouvement démocratique portugais, fondée le 28 mars 1994.

En 2000, le Bloc de gauche est rejoint par un parti de moindre dimension, le Ruptura/FER, lié à la Ligue internationale des travailleurs - Quatrième Internationale puis par d'autres petites organisations telles que le Parti maoïste pour la reconstruction du prolétariat.
La constitution du Bloc de gauche met fin à l'émiettement historique des mouvements d'extrême gauche portugais, divisés sur leurs programmes et avec lesquels les grands partis de gauche refusaient tout accord. Elle intervient dans un contexte de crise du Parti communiste et d’insatisfaction face au gouvernement socialiste d'António Guterres. La constitution du Bloc de gauche est aussi le résultat de la mobilisation de la société civile lors du référendum de 1998 sur la dépénalisation de l’avortement qui a contribué à renforcer la coopération entre les différentes forces de la gauche radicale.

### Débuts
Se présentant pour la première fois en 1999, le Bloc de gauche obtient 2,44 % des voix. En 2002, il obtient trois députés (2,75 %) après la démission d'António Guterres. En 2004, il obtient également un siège de député européen pour Miguel Portas, inscrit au groupe Gauche unitaire européenne/Gauche verte nordique.

### Montée en puissance
Il recueille 6,38 % des voix le 20 février 2005, obtenant le meilleur résultat depuis sa création et détient alors huit sièges de députés. Le Bloc de gauche effectue une percée lors des élections européennes de 2009, envoyant trois députés siéger au Parlement européen avec 10,7 % des suffrages exprimés.
Il confirme ce score lors des élections législatives de septembre 2009, en obtenant 557 109 voix (9,85 %, +3,47) et un total de 16 députés (+8).

### Contre-coup de 2011
Avec seulement 5,17 % des voix aux élections législatives anticipées du 5 juin 2011, il connaît le premier frein à sa progression depuis sa création, en perdant huit de ses seize députés, dont son chef de file parlementaire, José Manuel Pureza (en). Le 11 novembre 2012, Francisco Louçã, coordinateur du BE depuis sa fondation, est remplacé par João Semedo (pt) et Catarina Martins, issus du même courant que lui.
Cette chute s'amplifie lors des élections municipales de 2013, le Bloc perdant sa seule mairie et n'ayant plus aucun élu au conseil de Lisbonne, Semedo ayant été incapable de sauver son siège. Elle est confirmée par le résultat des élections européennes de 2014, au cours desquelles le Bloc perd deux de ses trois sièges au Parlement européen avec seulement 4,6 % des suffrages exprimés (cinquième parti du pays).

### Soutien au gouvernement socialiste minoritaire
Aux élections législatives de 2015, le Bloc de gauche, emmené par la tête de liste Catarina Martins recueille 10,19 % des voix et a ainsi droit à 19 députés. Dans la foulée, le Bloc de gauche, ainsi que le Parti communiste et les écologistes, acceptent de soutenir un gouvernement socialiste sans toutefois y participer. Cette alliance de gauche, inédite au Portugal depuis la chute de Salazar, s’explique par la volonté de ne pas reconduire le Premier ministre de droite Pedro Passos Coelho, arrivé en tête aux élections, mais dont la politique d’austérité est décriée.
Sans se désolidariser du gouvernement socialiste, le 25 janvier 2017, le Bloc de gauche vote contre le projet gouvernemental de diminution d'une taxe sociale acquittée par les sociétés sur le salaire minimum.

### Opposition
Les divergences avec le gouvernement Costa se font sentir quand le e Bloc de gauche et le Parti communiste s'abstiennent lors du vote du budget pour l'année 2021. La rupture est consommée un an plus tard, quand les deux formations votent cette fois contre, reprochant à l'exécutif de consacrer trop peu de fonds aux services publics et à l'amélioration du pouvoir d'achat. Le Parlement est dissous par le président de la République et des élections législatives anticipées se tiennent le 30 janvier 2022. Le Bloc de gauche, tout comme le Parti communiste, subit une sévère défaite avec 4,43 % des voix et perd quatorze sièges pour n'en conserver que cinq, alors que le Parti socialiste remporte la majorité absolue.
Le 14 février 2023, Catarina Martins annonce ne pas se représenter comme candidate au poste de coordinatrice du parti lors des élections internes de la même année, citant notamment pour catalyseur la défaite du parti lors des élections législatives de 2022. Le 28 mai suivant, Mariana Mortágua est désignée nouvelle coordinatrice nationale du Bloc.

## Idéologie
Le Bloc de gauche critique le modèle capitaliste de croissance économique.
Il appelle à un renforcement du service public, notamment dans les secteurs de l’éducation, de la santé et de la sécurité sociale. Il est partisan d’une réforme fiscale qui taxerait plus lourdement les grandes fortunes et d’une lutte plus sévère contre la corruption.
Dès ses débuts, le Bloc de gauche a également soulevé, pour la première fois dans l’arène politique portugaise, certaines questions sociétales qui lui ont valu la qualification de « parti des causes fracturantes » : droit à l’avortement, légalisation du cannabis et dépénalisation des drogues dures, légalisation de l’union des homosexuels et droit à l’adoption, lutte contre les violences conjugales...
La dimension écologique a pris une importance particulière avec la Ve convention du parti, en 2007, qui a préconisé l’adoption d’un plan d’énergie durable et un commerce plus équitable entre les nations.
Dans le domaine de la politique étrangère, le Bloc de gauche est resté partisan de la construction européenne, tout en en critiquant les modalités. Ses positions sont devenues plus critiques dans le contexte de la crise de la dette publique grecque. Il soutient la sortie de l'euro, obstacle selon lui à la souveraineté du Portugal et à une politique économique indépendante, la restructuration de la dette portugaise et la sortie de l’OTAN.

## Organisation

### Historique des coordinateurs
|                  | Nom              | Période          | Période                   | Notes                                                        |
| ---------------- | ---------------- | ---------------- | ------------------------- | ------------------------------------------------------------ |
| Francisco Louçã  | Francisco Louçã  | 24 mars 1999     | 11 novembre 2012          | Député de Lisbonne (1999-2015) Conseiller d'État (2015-2022) |
| João Semedo      | João Semedo (pt) | 11 novembre 2012 | 30 novembre 2014          | Député de Porto (2006-2015)                                  |
| Catarina Martins | Catarina Martins | 11 novembre 2012 | 28 mai 2023               | Députée de Porto (2009-2023)                                 |
| Mariana Mortágua | Mariana Mortágua | 28 mai 2023      | En cours (au 28 mai 2023) | Députée de Lisbonne (depuis 2013)                            |

## Résultats électoraux

### Élections présidentielles
| Année | Candidat                | 1er tour                | 1er tour                | 1er tour                | 2d tour        | 2d tour        | 2d tour        |
| Année | Candidat                | Voix                    | %                       | Rang                    | Voix           | %              | Rang           |
| ----- | ----------------------- | ----------------------- | ----------------------- | ----------------------- | -------------- | -------------- | -------------- |
| 2001  | Fernando Rosas          | 128 927                 | 2,98                    | 4e                      | Pas de 2d tour | Pas de 2d tour | Pas de 2d tour |
| 2006  | Francisco Louçã         | 288 756                 | 5,30                    | 5e                      | Pas de 2d tour | Pas de 2d tour | Pas de 2d tour |
| 2011  | Soutien à Manuel Alegre | Soutien à Manuel Alegre | Soutien à Manuel Alegre | Soutien à Manuel Alegre | Pas de 2d tour | Pas de 2d tour | Pas de 2d tour |
| 2016  | Marisa Matias           | 469 814                 | 10,12                   | 3e                      | Pas de 2d tour | Pas de 2d tour | Pas de 2d tour |
| 2021  | Marisa Matias           | 165 127                 | 3,96                    | 5e                      | Pas de 2d tour | Pas de 2d tour | Pas de 2d tour |

### Élections législatives
| Année | Tête de liste    | Voix    | %     | Rang | Sièges   | Statut                 |
| ----- | ---------------- | ------- | ----- | ---- | -------- | ---------------------- |
| 1999  | Francisco Louçã  | 132 333 | 2,44  | 5e   | 2 / 230  | Opposition (XIVe)      |
| 2002  | Francisco Louçã  | 153 877 | 2,81  | 5e   | 3 / 230  | Opposition (XVe, XVIe) |
| 2005  | Francisco Louçã  | 364 971 | 6,35  | 5e   | 8 / 230  | Opposition (XVIIe)     |
| 2009  | Francisco Louçã  | 558 062 | 9,82  | 4e   | 16 / 230 | Opposition (XVIIIe)    |
| 2011  | Francisco Louçã  | 288 973 | 5,17  | 5e   | 8 / 230  | Opposition (XIXe)      |
| 2015  | Catarina Martins | 550 892 | 10,19 | 3e   | 19 / 230 | Opposition (XXe)       |
| 2015  | Catarina Martins | 550 892 | 10,19 | 3e   | 19 / 230 | Soutien (XXIe)         |
| 2019  | Catarina Martins | 500 017 | 9,52  | 3e   | 19 / 230 | Opposition (XXIIe)     |
| 2022  | Catarina Martins | 244 603 | 4,40  | 5e   | 5 / 230  | Opposition (XXIIIe)    |
| 2024  | Mariana Mortágua | 274 011 | 4,46  | 5e   | 5 / 230  | Opposition (XXIVe)     |
| 2025  | Mariana Mortágua | 125 808 | 2,08  | 7e   | 1 / 230  | Opposition (XXVe)      |

### Élections européennes
| Année | Tête de liste    | Voix    | %     | Rang | Sièges | Gouvernement                  | Groupe              |
| ----- | ---------------- | ------- | ----- | ---- | ------ | ----------------------------- | ------------------- |
| 1999  | Miguel Portas    | 61 920  | 1,79  | 5e   | 0 / 25 | Extra-parlementaire           | Extra-parlementaire |
| 2004  | Miguel Portas    | 167 313 | 4,91  | 4e   | 1 / 24 | Opposition (Barroso I)        | GUE/NGL             |
| 2009  | Miguel Portas    | 382 667 | 10,72 | 3e   | 3 / 22 | Opposition (Barroso II)       | GUE/NGL             |
| 2014  | Marisa Matias    | 149 628 | 4,56  | 5e   | 1 / 21 | Opposition (Juncker)          | GUE/NGL             |
| 2019  | Marisa Matias    | 325 533 | 9,82  | 3e   | 2 / 21 | Opposition (von der Leyen I)  | GUE/NGL             |
| 2024  | Catarina Martins | 168 045 | 4,26  | 5e   | 2 / 21 | Opposition (von der Leyen II) | GUE/NGL             |

### Élections régionales

#### Région autonome des Açores
| Année | Tête de liste  | Voix  | %    | Rang | Sièges | Statut              |
| ----- | -------------- | ----- | ---- | ---- | ------ | ------------------- |
| 2000  |                | 1 387 | 1,38 | 5e   | 0 / 52 | Extra-parlementaire |
| 2004  | Zuraida Soares | 1 022 | 0,63 | 4e   | 0 / 52 | Extra-parlementaire |
| 2008  | Zuraida Soares | 2 972 | 3,30 | 4e   | 2 / 57 | Opposition (Xe)     |
| 2012  | Zuraida Soares | 2 428 | 2,25 | 4e   | 1 / 57 | Opposition (XIe)    |
| 2016  | Zuraida Soares | 3 410 | 3,66 | 4e   | 2 / 57 | Opposition (XIIe)   |
| 2020  | António Lima   | 3 962 | 3,81 | 5e   | 2 / 57 | Opposition (XIIIe)  |
| 2024  | António Lima   | 2 936 | 2,54 | 4e   | 1 / 57 | Opposition (XIVe)   |

#### Région autonome de Madère
| Année | Tête de liste    | Voix  | %    | Rang | Sièges | Statut              |
| ----- | ---------------- | ----- | ---- | ---- | ------ | ------------------- |
| 2004  | Paulo Martins    | 5 035 | 3,66 | 5e   | 1 / 68 | Opposition (IXe)    |
| 2007  | Paulo Martins    | 4 186 | 2,98 | 5e   | 1 / 47 | Opposition (Xe)     |
| 2011  | Roberto Almada   | 2 512 | 1,70 | 9e   | 0 / 47 | Extra-parlementaire |
| 2015  | Roberto Almada   | 4 849 | 3,80 | 6e   | 2 / 47 | Opposition (XIIe)   |
| 2019  | Paulino Ascenção | 2 489 | 1,74 | 6e   | 0 / 47 | Extra-parlementaire |
| 2023  | Roberto Almada   | 3 036 | 2,24 | 8e   | 1 / 47 | Opposition (XIVe)   |
| 2024  | Roberto Almada   | 1 912 | 1,41 | 9e   | 0 / 47 | Extra-parlementaire |
| 2025  | Roberto Almada   | 1 586 | 1,14 | 9e   | 0 / 47 | Extra-parlementaire |

### Élections municipales
| Année | Municipalités | Municipalités | Municipalités | Municipalités | Municipalités | Freguesias | Freguesias | Freguesias  |
| Année | %             | Rang          | Maires        | Échevins      | Conseillers   | %          | Rang       | Conseillers |
| ----- | ------------- | ------------- | ------------- | ------------- | ------------- | ---------- | ---------- | ----------- |
| 2001  | 1,18          | 9e            | 1 / 308       | 6 / 2044      | 28 / 6876     | 1,09       | 9e         | 46 / 34569  |
| 2005  | 2,95          | 6e            | 1 / 308       | 7 / 2046      | 114 / 6695    | 2,73       | 6e         | 229 / 34498 |
| 2009  | 3,02          | 7e            | 1 / 308       | 9 / 2078      | 139 / 6946    | 2,96       | 6e         | 235 / 34672 |
| 2013  | 2,42          | 7e            | 0 / 308       | 8 / 2086      | 100 / 6487    | 2,30       | 7e         | 138 / 27167 |
| 2017  | 3,29          | 6e            | 0 / 308       | 12 / 2074     | 125 / 6461    | 3,28       | 6e         | 213 / 27019 |
| 2021  | 2,75          | 7e            | 0 / 308       | 4 / 2064      | 94 / 6448     | 2,77       | 7e         | 162 / 26797 |